# Квенська мова
Кве́нська мо́ва — одна з балтійсько-фінських мов, якою говорять квени; близька до фінської мови, іноді розглядається як її діалект. Відома також під назвами «фінська квенська мова» та «північна фінська мова».

## Поширення та чисельність
Більша частина носіїв мешкає в населених пунктах Бугейнес, Нейден, Вестре-Якобсельв, Бьорсельв та Вадсьо на північному сході Норвегії. Деякі носії, можливо, також живуть в комунах Нуррейса та Стурфьорд.
Число мовців в залежності від критеріїв оцінки варіюється від 2 до 8 тисяч осіб. За інформацією «Федерації норвезьких квенів» кількість носіїв мови становило у 1998 році 6,5 тисяч осіб.

## Родинні зв'язки
По своїй суті являє собою діалект фінської мови. Відрізняється від стандартної фінської головним чином лексикою. Носії фінської мови більш або менш розуміють квенську мову (за винятком окремих слів).
Якщо порівнювати квенську мову з мовою меянкіелі (торнедальска фінська), то до цієї мови вона навіть ближче, ніж до фінської стандартної мови.
У квенській мові є досить велика кількість слів, запозичених з німецької мови (подібно до того, як в меянкіелі є досить велика кількість слів, запозичених зі шведської). Так, у квенській поширені норвезькі запозичення, наприклад: tyskäläinen (від норв. tysk) замість фінського saksalainen — німець. Використовуються також застарілі слова, які більше не використовуються в стандартній фінській.

## Вивчення мови
Одним з найбільш значних дослідників квенської мови був Йенс Андреас Фріс (1821—1896), норвезький лінгвіст, дослідник фольклору і картограф.

## Правове положення мови
У 2005 році квенська мова, відповідно до Європейської хартії регіональних мов, була визнана мовою меншин.
У Норвегії станом на 2010 рік не існувало законодавчих актів, які регулювали б використання квенської мови. У документі, опублікованому в 2008 році, говориться, що Міністерство культури і у справах церкви Норвегії несе особливу відповідальність у питанні захисту мов національних меншин; крім того, в документі сказано, що Міністерство займається організацією конференції по відродженню квенської мови. Заплановано, що на підставі цього документа буде прийнятий відповідний законодавчий акт.
Мова має вкрай нестабільне становище з огляду на те, що майже не використовується молодшим поколінням, а тому близька до вимирання.

## Навчання квенською мовою
Норвезький закон про освіту від 30 серпня 1998 року передбачив право на отримання освіти фінською мовою на рівні початкової та середньої школи в провінціях Тромс та Фіннмарк за умови, що в ньому мають потребу не менше трьох учнів квенсько-фінського походження. У провінціях Тромс та Фіннмарк кількість учнів, які вивчають фінську зросла з 45 у 1994 році до 1100 у 2004 році.

## Цікаві факти
Національна мова квенів, що включає в себе чимало слів із фінської, шведської та норвезької мов, була використана британським вченим і письменником Джоном Роналдом Руелом Толкіном для створення у 1915 році вигаданої «ельфійської» мови квенья.